# Guerra cambodjana-vietnamita
La guerra entre Cambodja i el Vietnam (en vietnamita: Chiến tranh biên giới Vaig veureệt Nam–Campuchia i en khmer: សង្គ្រាមកម្ពុជា-វៀតណាម) fa referència a una sèrie de conflictes entre els dos països, que van donar lloc a la invasió vietnamita de la Kamputxea Democràtica sota el comandament del general Văn Tuến Dũng (que en la Guerra del Vietnam havia vençut les tropes dels Estats Units i del Vietnam del Sud), i que va comportar el derrocament del règim dels Khmers rojos i l'establiment de la República Popular de Kamputxea.
L'ocupació de Cambodja va posar fi al genocidi cambodjà (1975-1979) liderat per Pol Pot, el qual havia arribat al poder durant la Guerra civil de Cambodja (1967-1975) després de derrocar el mariscal Lon Nol, President de la República Khmer. El conflicte, a més de mostrar l'enemistat entre els governs de Cambodja i del Vietnam, també va mostrar el conflicte sinó-soviètic, que va dividir profundament al moviment comunista d'aquella època. El Partit Comunista del Vietnam (PCV) tenia el suport unilateral de la Unió Soviètica, i el Partit Popular de Kamputxea, tenia com a aliat la República Popular de la Xina. Després de la presa del poder per part dels khmers rojos, l'escalada de conflictes, i d'incidents fronterers amb el Vietnam va anar en augment, a conseqüència d'això, el 25 de desembre de 1978 uns 150,000 soldats vietnamites van envair Kamputxea, i en una ofensiva llampec, van prendre el control de tot el país, inclosa la seva capital Phnom Penh. En resposta a l'atac del seu aliat, la Xina va envair el Vietnam, en el denominat Conflicte Sinó-Vietnamita (febrer - març de 1979) i que acabaria en empat després de la retirada xinesa. El 8 de gener de 1979 els vietnamites van crear la República Popular de Kamputxea, malgrat que durant els següents anys l'ONU va seguir reconeixent als khmers rojos com al govern legítim de Cambodja. D'altra banda, tant el nou govern, com les tropes vietnamites estacionades al país, van haver de fer front a la guerra de guerrilles empresa per un conjunt de grups armats que seguien actius a la regió.
Sota una gran pressió internacional, la República Popular de Kamputxea, considerat per alguns països com una Govern titella del Vietnam, va dur a terme una sèrie de reformes econòmiques i polítiques, que acabarien portant a la retirada de les tropes vietnamites l'any 1989, i un major control del país. Juntament amb la restauració de la monarquia l'any 1993, els khmers rojos van anunciar la seva desmobilització l'any 1999.

## Antecedents
El moviment comunista a Cambodja i a Vietnam havia començat abans de la Segona Guerra Mundial amb la fundació del Partit Comunista Indoxinès, encara que aquest estava dominat pels vietnamites (els primers a respondre al domini colonial francès a Indoxina). L'any 1951, el Vietminh va liderar l'establiment d'un Partit Comunista Cambodjà separat, el Partit Revolucionari Popular de Kampuchéa (PRPK), els quals es van aliar amb un moviment nacionalista cambodjà, el Khmer Serei (els khmers lliures). Segons els acords de la Conferència de Ginebra, que posaven fi a la dominació francesa, el nou Vietnam del Nord comunista va retirar de Cambodja als seus quadres i soldats. Tanmateix, la nova situació aviat exigiria de nou la presència de 5,000 quadres comunistes.
Tanmateix, el buit de poder que es va crear a Cambodja amb la retirada dels comunistes vietnamites aviat va quedar ocupat amb la tornada d'un jove grup de comunistes revolucionaris cambodjans, molts dels quals havien rebut la seva educació comunista a França. l'any 1960, el PRPK va canviar el seu nom per Partit Comunista de Kampuchéa (PCK), nom que seria adoptat per la resta de comunistes de Cambodja. Aquesta formació es convertiria en el germen dels khmers rojos, i la seva doctrina es va veure influïda fortament per la ideologia maoista.

### Els khmers rojos prenen el poder
Durant els cinc anys de la rebel·lió dels khmers rojos des de l'any 1970, fins a l'any 1975, en el context de la Guerra Civil Cambodjana, el suport de Vietnam del Nord (juntament amb el de la Xina) va ser essencial per al seu futur triomf. L'any 1975, els khmers rojos van prendre el poder a Cambodja, i van establir un estat anomenat Kamputxea Democràtica. La direcció dels khmers rojos va adoptar el terme Angkar, o "l'organització", i fins a l'any 1977 les identitats dels seus líders van romandre confidencials. El cap d'estat oficial va ser Khieu Samphan, però els autèntics líders del partit eren Pol Pot i Yeng Sary. L'objectiu últim dels khmers era eliminar l'estructura de l'Estat Cambodjà, que en la seva visió tenia una estructura feudal, capitalista, i favorable cap els terratinents i els imperialistes. En aquest sentit, buscaven la creació d'una classe social nova, basada enterament en els treballadors i els camperols. De fet, la revolució socialista tenia un suport molt escàs, la qual cosa va portar a Pol Pot, i els seus quadres a fer servir amb els cambodjans uns sentiments ultra-nacionalistes, un govern enormement repressiu, i una intensa campanya propagandística de demonització cap als ciutadans d'origen vietnamita.
Tanmateix, fins i tot abans que acabés la Guerra del Vietnam, les relacions entre els vietnamites i els khmers rojos (els qui ja es trobaven en negociacions amb els EUA) eren ja molt tenses. Els xocs entre els comunistes vietnamites, i els khmers havien començat en una data tan primerenca com l'any 1973, i a l'any següent Pol Pot va signar un tractat que certificava l'amistat existent entre els Khmers rojos i la Xina comunista.

## El camí cap a la guerra

### Rivalitats polítiques
Ja en una data tan primerenca com l'any 1975 es van crear les bases per a un conflicte que esclataria uns anys més tard: encara que durant llarg temps havien combatut en el mateix costat, els líders de la nova Kampuchea Democràtica van mirar amb creixent suspicàcia als victoriosos vietnamites pel temor que aquests creessin una Federació indoxinesa liderada per Vietnam. Quan a l'abril d'aquest any els khmers rojos van prendre el control de Phnom Penh, no van trigar molt temps a ordenar la sortida de totes les tropes i dels instructors vietnamites de Cambodja.
El 6 de gener de 1978, la direcció dels khmers rojos, va proclamar que cada soldat cambodjà equivalia a 30 soldats vietnamites, malgrat que Cambodja solament podia oposar dos milions de soldats, d'una població de vuit milions, contra un país com Vietnam, amb una població de 50 milions d'habitants, i amb 6 milions d'homes preparats pel combat. En realitat, els líders cambodjans simplement ignoraven les condicions reals de la població del seu propi país, que es trobava en un estat deporable després d'anys de treballs forçats, gana i malalties. Oimés de la disparitat de la població, hi havia també una gran disparitat en les capacitats de combat de les forces armades de tots dos països. L'any 1977, s'estimava que Vietnam disposava d'una força de 615,000 soldats i de 900 tancs, recolzats per 12,000 pilots, i 300 avions de combat, inclòs un esquadró de bombarders lleugers. En comparació, la Kampuchea Democràtica solament podia oposar un exèrcit 70,000 efectius, pobre en material i armament, i amb una limitada capacitat aèria. Malgrat això, els cambodjans no van mostrar senyals d'esgotament, i van continuar amb les seves accions en territori vietnamita. El 27 de gener de 1978, Vietnam ja va fer una crida perquè els militars cambodjans desertessin del règim dels khmers rojos.

### Incidents diplomàtics
En el que va constituir el primer incident important, l'Exèrcit Revolucionari de Kampuchea Democràtica, va envair l'illa vietnamita de Phu Quoc, el dia 1 de maig de 1975, aquesta illa va ser reclamada pel govern dels khmers, com a part del territori cambodjà. Nou dies després, els cambodjans van continuar amb les seves incursions, capturant el poble vietnamita de Tho Chu, a on van ser executats 500 civils. Els militars vietnamites van respondre llançant forts contraatacs, i a continuació van prendre l'illa cambodjana de Koh Wai. Durant una visita a Hanoi de Pol Pot, en el mes de juny d'aquell any, van fracassar els intents del líder khmer per a negociar les fronteres de tots dos països. Finalment, a l'agost els vietnamites es van retirar de Koh Wai, i van reconèixer la sobirania cambodjana sobre aquesta illa.
Però els incidents no van acabar, ja que l'any 1977, es van tornar a reproduir accions d'aquest tipus. El 30 d'abril, coincidint amb el segon aniversari de la caiguda de Saigon, l'Exèrcit cambodjà va llançar diversos atacs militars contra les províncies vietnamites d'An Giang i Chau Doc, matant a centenars de civils vietnamites. L'Exèrcit vietnamita va respondre mobilitzant tropes cap a les zones atacades per Cambodja, i el 7 de juny Vietnam va proposar la celebració de converses per resoldre la situació. Tanmateix, el 18 de juny els cambodjans van respondre dient que els vietnamites havien d'evacuar les zones disputades, i crear un zona desmilitaritzada entre els dos països. En el mes de setembre, l'artilleria cambodjana va seguir atacant nombrosos llogarets vietnamites, i sis viles de la província de Đồng Tháp van ser completament arrasades. A continuació, sis divisions cambodjanas van avançar 10 km a la província de Tay Ninh, a on van ser assassinats més d'1,000 civils vietnamites. A la fi d'aquest any 60,000 soldats vietnamites, recolzats per elements de la Força Aèria, van forçar la retirada dels cambodjans, i van obligar els seus dirigents a entaular negociacions. Malgrat la contundència del contraatac vietnamita, els khmers rojos van continuar desafiant a les forces vietnamites.

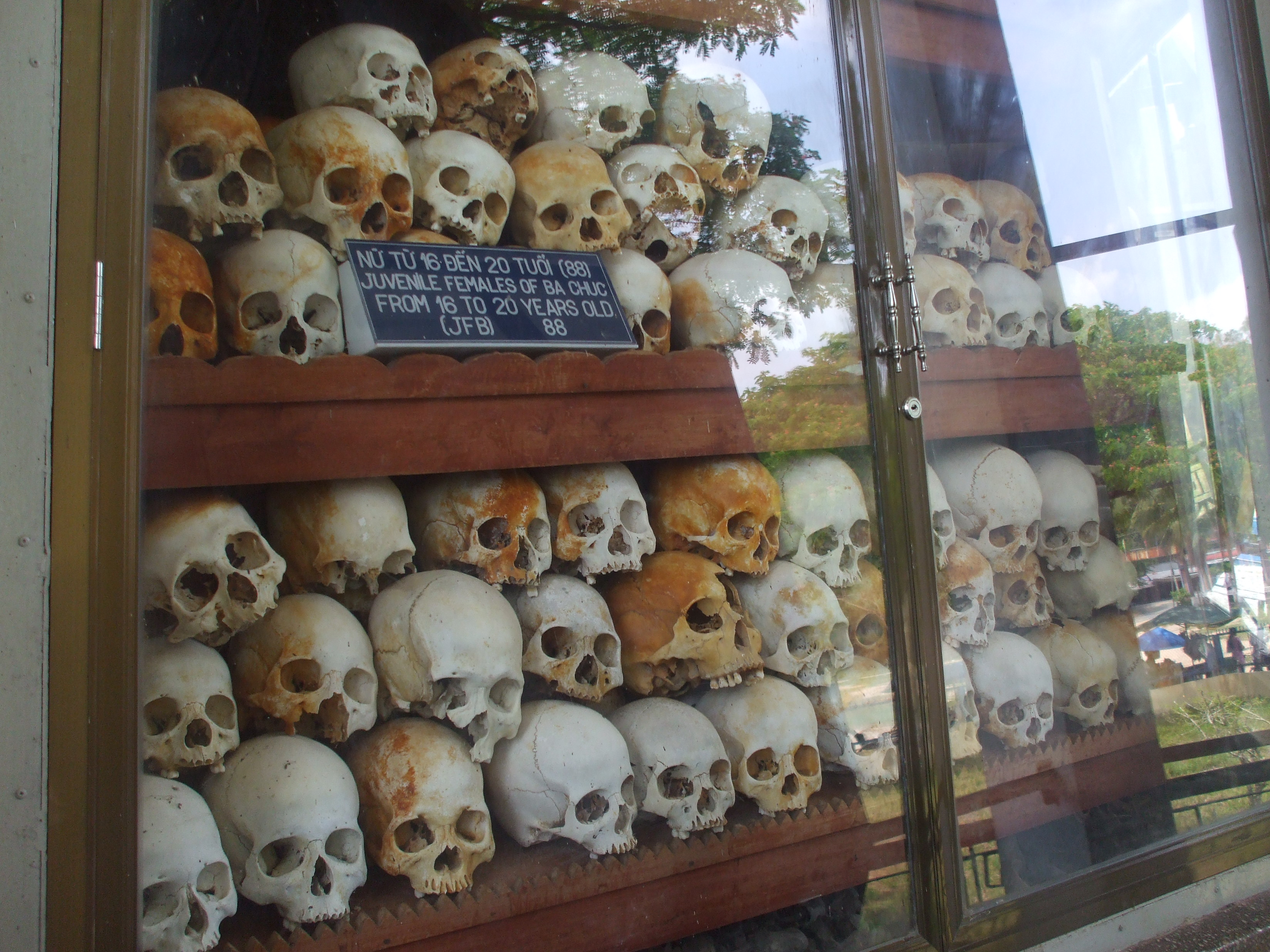
Cranis de les víctimes de la Massacre de Ba Chúc.

Va ser just en aquella època, quan van començar les primeres purgues entre els comandaments militars cambodjans de la frontera, purgues orquestrades per Pol Pot, per eliminar a qui ell va anomenar "traïdors i corruptes". Degut a això, molts dels comandaments (com Heng Samrin) i algunes tropes frontereres van fugir cap al Vietnam. El dia 12 d'abril de l'any 1978 els khmers rojos van declarar que estaven oberts a negociar novament amb Vietnam, a canvi que aquest país reconegués la seva ambició expansionista. Els vietnamites però, van rebutjar tàcitament la proposta, i en resposta dues divisions cambodjanes van penetrar 2 km en territori vietnamita, i van massacrar a més de 3,000 civils en la població de Ba Chuc de la província d'An Giang. Durant la segona meitat de 1978, les acusacions i la propaganda de tots dos bàndols es van incrementar, encaminant-se tots dos països cap a una previsible confrontació. El 13 de desembre, tanmateix, el Govern xinès va advertir als vietnamites de que la seva paciència en aquesta situació era limitada, i que Vietnam seria durament castigat si prenia accions militars en contra dels seus aliats cambodjans. La situació va tenir el seu moment més tens quan es va fer públic el suport vietnamita envers el Front Unit Cambodjà per a la Salvació Nacional (KUNFS, en les seves sigles en anglès) per a l'alliberament de Kampuchea.

## Guerra de 1978-1979

### Ofensiva llampec vietnamita
El 21 de desembre de l'any 1978, l'Exèrcit de Kampuchea va ser posat a prova quan Vietnam va emprendre una ofensiva que, amb una força de dues divisions, va travessar la frontera i es va dirigir cap a la ciutat de Kratie, mentre que altres divisions de suport es van desplegar al llarg de les rutes locals per tallar la cadena logística de les unitats cambodjanes. Malgrat tenir un important suport militar per part de la Xina, l'exèrcit cambodjà no va poder resistir l'ofensiva vietnamita, i va patir moltes baixes Finalment, el 25 de desembre, Vietnam va llançar una invasió a gran escala, fent servir 13 divisions, i uns 150,000 soldats, amb el suport de l'artilleria pesada, i de la força aèria vietnamita. Inicialment, els cambodjans van creure que el seu Exèrcit podia oferir una resistència efectiva als vietnamites amb mètodes convencionals, però la realitat va ser que la seva tàctica va conduir a la pèrdua de la meitat de l'Exèrcit Revolucionari de Kampuchea Democràtica en dues setmanes. L'elevat nombre de baixes, i les derrotes en el camp de batalla, van convèncer els líders dels khmers rojos de que calia evacuar les regions orientals del país.
A la tarda del 6 de gener de 1979, les aeronaus vietnamites ja sobrevolaven constantment la capital, i el 7 de gener l'Exèrcit vietnamita va entrar a Phnom Penh, juntament amb els membres del FUNSK. L'endemà va pendre el poder un govern cambodjà provietnamita, conegut com el govern de la República Popular de Kampuchea (RPK), que va ser establerta amb Heng Samrin com a cap de l'estat.
Els líders dels khmers rojos, amb la major part dels seus quadres polítics i amb les estructures militars desmantellades a causa de la invasió vietnamita, es van veure forçats a refugiar-se a Tailàndia, on van ser rebuts calorosament pel govern tailandès. Malgrat les aclaparants dificultats econòmiques creades pels khmers rojos, i els refugiats que els acompanyaven, el Govern de Tailàndia va protegir els khmers rojos en el campament de Khao Larn, en la província de Trat. Mentrestant, a Phnom Penh, el nou règim cambodjà, va intentar reconstruir la vida econòmica i social del país, que s'havien vist greument afectades durant les dècades de conflictes civils, i de guerres que s'havien succeït en èpoques anteriors.

### Resposta de la comunitat internacional
Poc després de la caiguda de Phnom Penh en mans de l'Exèrcit vietnamita, i dels seus aliats cambodjans, el gener de l'any 1979, els khmers rojos van sol·licitar una reunió d'emergència del Consell de Seguretat de les Nacions Unides per a donar la paraula en el Consell al Príncep Norodom Sihanouk. Malgrat la forta oposició de Txecoslovàquia i la Unió Soviètica, el Consell va donar a Sihanouk l'oportunitat d'assistir. Durant la seva intervenció, encara que es va distanciar dels khmers rojos, i dels seus crims contra la Humanitat, va acusar al Vietnam de fer servir l'agressió militar per a violar la sobirania de Cambodja. Per tant, va demandar a tots els països de l'ONU suspendre totes les ajudes al Vietnam, i no reconèixer al nou règim de Cambodja. D'altra banda, set països neutrals del Consell de Seguretat van instar al cessament de les hostilitats entre tots dos bàndols, i la retirada de totes les forces estrangeres de Cambodja, sent signada una resolució en aquest sentit per la Xina, França, Noruega, Portugal, EUA i el Regne Unit. Tanmateix, aquest document no va aconseguir tirar endavant, a causa de la forta oposició de Txecoslovàquia i la Unió Soviètica. Les crítiques a les accions vietnamites mantenien que aquests no havien envaït Cambodja amb la intenció de detenir les atrocitats perpetrades pel Règim de Pol Pot, sinó per consolidar la seva dominació i influència a Indoxina.

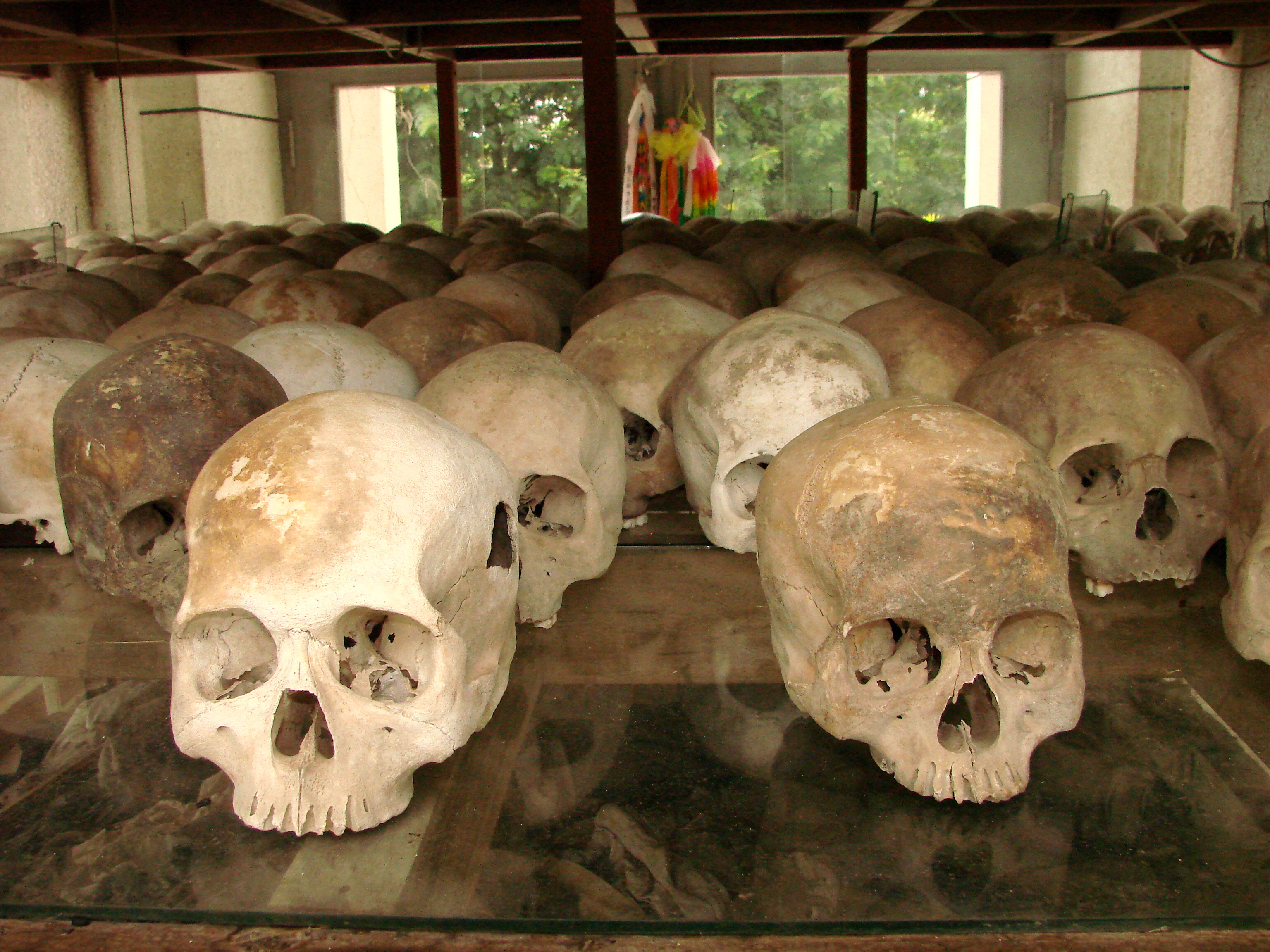
Quan les tropes vietnamites van entrar a Cambodja es van trobar amb desenes de camps de la mort, com el de Choeung Ek.

Entre el 16 i el 19 de febrer, Vietnam i el nou Règim cambodjà, van celebrar una cimera, que va concloure amb la signatura per part dels dos països, d'un Tractat de Pau, Amistat i Cooperació. El 2.º Article del Tractat establia que la seguretat de tots dos països estava interrelacionada, la qual cosa significava que tots dos s'ajudarien l'un a l'altre "contra les conspiracions i els actes de sabotatge duts a terme per les forces imperialistes i reaccionàries internacionals", i legitimava la presència de les tropes vietnamites en el territori cambodjà. Poc després, la Unió Soviètica, els Estats socialistes de l'Europa oriental i l'Índia van reconèixer immediatament a la nova República Popular de Kampuchea (RPK). El govern soviètic va lloar la "destacada victòria" de la RPK, i va expressar tot el seu complet suport per al règim en el seu avanç al socialisme. A més, els soviètics van criticar durament l'historial de terror del règim dels khmers rojos, mentre recordaven que el règim havia estat "imposat i recolzat per la Xina".
En la 34.ª Sessió de l'Assemblea General de l'ONU, els representants de la RPK i dels khmers rojos van reclamar el dret de representar a Cambodja. La RPK també va notificar als països membres del Consell de Seguretat de l'ONU, que era l'únic representant legítim de Kampuchea, i de la seva població. Com a resposta, el Comitè de Credencials de l'ONU, va decidir reconèixer a la Kampuchéa Democràtica dels khmers rojos en una votació de sis vots a favor contra tres, malgrat el sagnant record que va deixar el govern dels khmers. En conseqüència, als representants de la Kampuchea Democràtica se'ls va permetre ocupar un seient en l'Assemblea General, amb el ferm suport de la Xina. Tanmateix, per en el gener de 1980, 29 països havien establert relacions diplomàtiques amb la RPK, mentre que uns altres 80 països encara reconeixien la legitimitat dels deposats khmers rojos.
Tailàndia, que compartia una frontera de 800 km amb Cambodja i històricament havia desconfiat de l'expansionisme vietnamita, va demandar immediatament al Vietnam que retirés les seves tropes del país, i fes possible que la seva població pogués triar a un govern lliure i independent de la ingerència externa. Indonèsia, Malàisia, les Filipines i Singapur van mostrar el seu suport a la posició tailandesa. L'ASEAN, va veure la invasió vietnamita com una acció intolerable per a la seguretat i l'estabilitat de la regió. Aquesta visió era compartida amb la Xina, amb la qual va arribar a l'extrem d'acusar al Vietnam de forçar a Kampuchea a entrar dins d'una federació indoxinesa per a servir com un lloc d'avançada de l'hegemonia mundial soviètica. Els EUA, que mai havien mantingut cap mena de llaç diplomàtic amb la Cambodja dels khmers rojos, van mostrar un fort suport a la participació d'aquest règim en l'Assemblea general de l'ONU, i es van fer ressò de la crida de l'ASEAN per a fer efectiva la retirada immediata de les forces militars vietnamites de Cambodja.

### Xina envaeix Vietnam
El mes de febrer de l'any 1979, la Xina es va prendre la revenja per la invasió vietnamita de Kampuchea Democràtica, amb el desplegament de les tropes de l'Exèrcit Popular d'Alliberament al llarg de la frontera sino-vietntamita, i deu dies després ja havien ocupat petits territoris al nord del país. L'ofensiva xinesa es va frenar ràpidament a causa del laberint de túnels que van trobar; Malgrat tot, l'Exèrcit xinès va capturar Cao Bang el 2 de març i l'endemà passat van capturar Lang Són, en el qual semblava un ràpid avanç cap a Hanoi, (malgrat les dificultats que van patir amb les seves línies de subministraments). L'endemà, tanmateix, el govern de Beijing va anunciar la paralització de les seves operacions al Vietnam, aparentment després de trobar una cada vegada més endurida resistència per part de les tropes vietnamites altament experimentades en el combat. Confiant que aquella invasió havia estat un èxit, els xinesos es van retirar deixant un rastre de destrucció en les zones que havien ocupat. Amb el suport xinès desaparegut després de l'ofensiva, els khmers rojos van quedar abandonats a la seva sort. Encara que el total de baixes xineses va ser estimat en entre 12,000 i 50,000 (en comparació de les 10,000 baixes vietnamites), aquesta ofensiva havia obligat a la sortida de les tropes vietnamites de Cambodja, i al reforçament dels atacs dels khmers contra el jove règim de la República Popular de Kampuchea.

## Guerra a Cambodja

### Resistència contra el nou règim
Quan el Règim dels khmers rojos va ser expulsat del poder en el mes de gener de l'any 1979, la població cambodjana va creure que la pau i la llibertat tornarien al seu país. Aquestes creences es van veure confirmades en part amb la Constitució de la República Popular de Kamputxea, proclamada l'any 1981, encara que entre la realitat i la teoria existís un ampli contrast. La presència de les tropes vietnamites en el país aviat va començar a ser percebut com una ocupació per part de la població cambodjana, sentiment que es va veure reforçat amb la presència dels assessors vietnamites, que treballaven per al govern de Heng Samrin en tots els àmbits. Certament, les polítiques del govern de Kampuchea havien de rebre el vistiplau dels assessors, que solien ser els qui dictaven les polítiques governamentals.

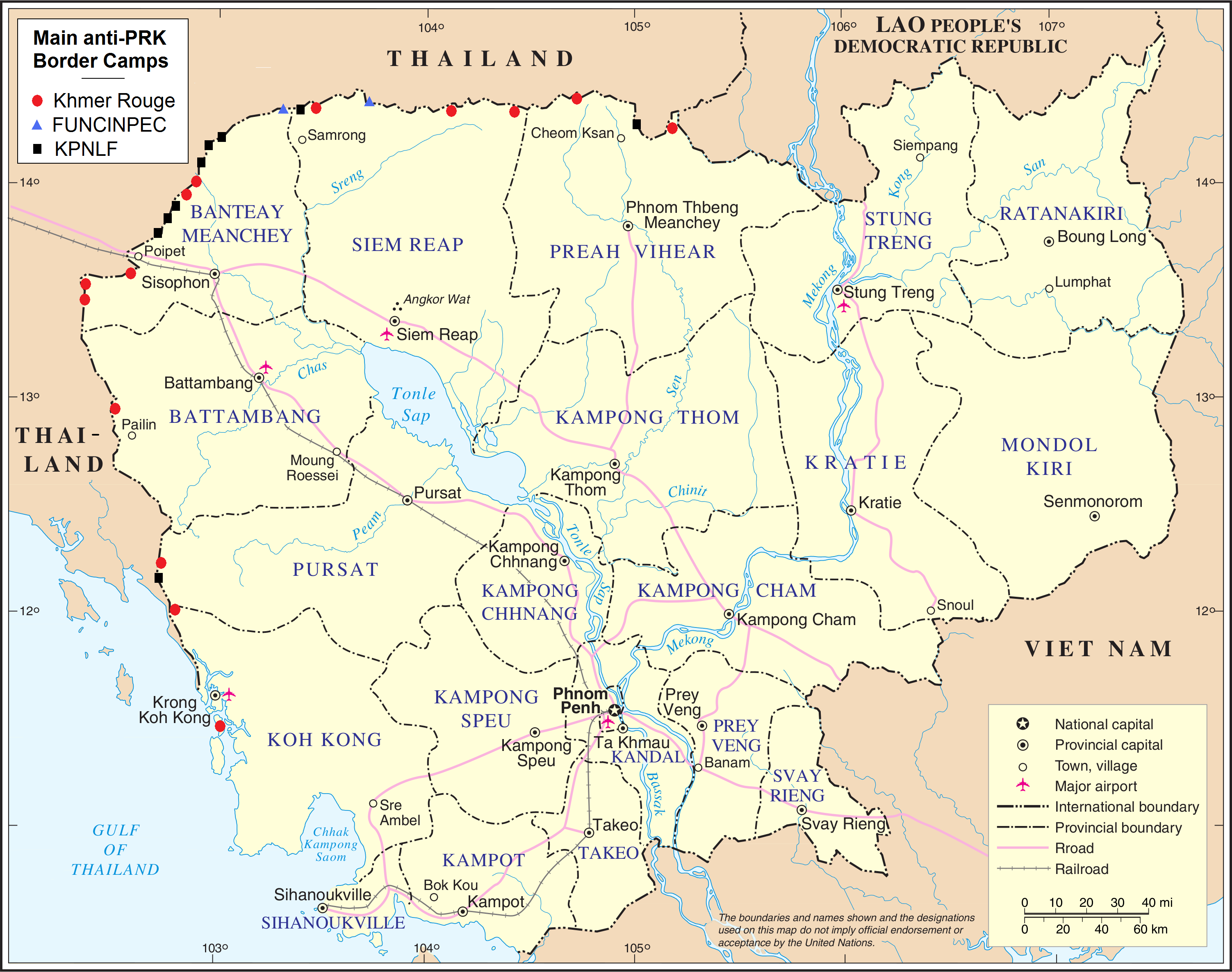
Camps i posicions frontereres hostils a la RPK; 1979-1984.

Com a resistència a la presència vietnamita a Kamputxea, i el nou règim instaurat, els khmers rojos van fer crides a la població cambodjana per unir-se en la seva lluita contra els vietnamites. Tanmateix, a causa de la brutalitat que havien exercit durant prop de 4 anys contra el poble cambodjà, molt pocs ciutadans van ser els cambodjans que es van unir a aquesta crida. Tanmateix, dos moviments no-comunistes van aconseguir organitzar-se i combatre a l'ocupació vietnamita. El primer d'ells era el Front d'Alliberament Nacional del Poble Khmer (KPNLF), de tendència conservadora pro-occidental i liderat per l'antic Primer Ministre Son Sann. En el seu moment màxim, va arribar a tenir entre 12,000 i 15,000 combatents, encara que un terç d'ells es van perdre durant la campanya de 1984-1985. Tanmateix, el KPNLF va continuar operant en petits grups mitjançant tàctiques de guerrilla. L'altra organització no comunista era el Front Nacional per una Cambodja Independent, Pacífic, Neutral i Cooperatiu, més conegut pel seu acrònim francès FUNCINPEC, i que havia estat creat per l'antic rei Norodom Sihanouk. Malgrat les seves antigues amistats amb els khmers rojos, ara Sihanouk es mostrava crític amb ells, i tots aquells que continuessin oferint-los suport. Malgrat les accions que van mantenir, la col·laboració entre tots dos grups va ser nul·la a causa que tots dos es van veure plagats de divisions internes, sospites per corrupció i abús dels drets humans.
Així doncs, en els primers mesos de resistència, aquests grups amb prou feines van mantenir col·laboració entre ells a causa d'aquestes diferències. En el cas dels khmers rojos, aquests rebutjaven la col·laboració amb els restants grups de la resistència, fins i tot malgrat les pressions internacionals. Quan la presència vietnamita es va allargar més de l'esperat, els grups de la resistència van començar a entaular converses. Ja en el mes d'abril de l'any 1981, el príncep Sihanouk i el líder Són Sann van començar a mantenir trobades amb Khieu Samphan, el deposat cap d'Estat dels khmers rojos, amb la proposta de formar un front unificat. Les converses no van seguir per un bon camí, atès que cada líder tenia la seva pròpia visió de la realitat, i tampoc estaven plenament disposats a col·laborar entre ells. Sihanouk va proposar el desarmament de tots els grups de resistència, en tant que es produís una retirada de les tropes vietnamites, mentre Song Sann va exigir que fos el KPNLF l'organització que liderés tot el moviment de resistència, i que els khmers rojos que havien estat responsables del genocidi s'exiliessin a la Xina. Singapur, com a membre de l'ASEAN, va proposar una reunió, a on es formalitzés un govern de coalició amb l'acord de tots els grups, i liderat per Sihanouk, per tenir una major credibilitat davant dels grups no-comunistes. Khieu Samphan, per la seva banda, va rebutjar aquesta proposta, doncs veia en ella un intent d'aïllar als khmers rojos. No seria fins al mes de maig de l'any 1982 quan aquests tres líders van estar d'acord en la formació d'un Govern de coalició amb el concurs de tots els grups d'oposició.